# 川村エミコ
川村 エミコ（かわむら エミコ、1979年〈昭和54年〉12月17日 - ）は、日本のお笑いタレントで、お笑いコンビたんぽぽのメンバー。本名、川村 恵美子（かわむら えみこ）。
神奈川県三浦市出身。小学生までは横浜市鶴見区。中学生からは三浦市小網代育ちである。ホリプロコム所属（ホリプロから2011年移籍）。

## 来歴
横浜市立末吉小学校、三浦市立上原中学校（現・三浦市立三崎中学校）、横須賀市立横須賀高校（現・横須賀市立横須賀総合高等学校）、東京経済大学経営学部経営学科卒業。

### 学生時代
- 中学生時代は美術部に所属[6]。2013年1月7日から同年1月20日まで、東京・池袋cafe pauseで行われた『芸人美術部〜芸人による、笑える絵の展覧会』にも自分の作品を出展した。
- 「劇団民藝」の舞台俳優だった伯父に憧れ、役者になることが夢だった[1]。
- 18歳まで三浦市で過ごし[2]、大学に入学後は演劇研究会の劇団みつばちに所属して、演出を担当していた[1]。
- 大学3年の学園祭で転機が訪れた[1]。来校したプロのお笑い芸人の生ライブを見たことにより、芸人になりたいと思うようになる[1]。

### 芸人として
- 2002年2月にホリプロのオーディションを受けて、お笑い勉強生として合格。同期には金魚ばちがいる。大学卒業後に事務所に所属する[2]。
- デビュー当時は、スナックや製パン工場などのアルバイトで生計を立て、風呂はおろか家すらない絵に描いたような下積み時代があった[1]。
- 最初は女性2人組を結成し、このコンビでデビューするつもりだったが、2003年、初めてのオーディションの3日前に相方から「やっぱり人前に出たくない」と言われ、コンビは解消となった[7]。
- 2003年4月に『ホリプロお笑いジェンヌライブ』にてデビュー。同時期に、『タモリ倶楽部』の空耳アワーの中のVTRでテレビ番組初出演。ステージ上でのライブの他、井の頭公園などでのストリートライブも行っていたことがあり、かつては同期の金魚ばちと「川中氏」（3人の頭文字をあわせた名前）というユニットでの活動も行っていた。
- 『M-1グランプリ』においては、同じホリプロ所属の女性芸人とコンビを組んで出場している。
- 2006年には元・金魚ばちの氏家裕子との「むっくりーず」、2007年には同じく元・金魚ばちの中村真弓（現・中村まゆみ）との「川中ビレッジ」で出場。
- 2007年、『R-1ぐらんぷり』準決勝進出。
- 2008年、新宿SPACE107で開催された舞台『ホスピタルビルド』（3月18日 - 3月23日）で女優としてデビューした。
- 2008年10月からは、白鳥久美子とのコンビ「たんぽぽ」でも活動、同月に開催された『M-1グランプリ』にもこのコンビで出場した他、その他ライブや『キャラ☆キング』等テレビ番組にもこのコンビで定期的に出演している。
- 2011年、劇団3numberを結成。
- 2014年、LaLaTV開局15周年記念ドラマ『私たちがプロポーズされないのには、101の理由があってだな』のうちの1エピソード（3話収録）に主演[8]。
- 2021年4月、学生の様々な悩みに少しでも力になりたいと「おかっぱ学園」という動画配信プロジェクトを教育アドバイザーの清水章弘と共に立ち上げた[9]。

## 人物

### 趣味・特技
- こけし集めが趣味で、自宅にはたくさんのこけしが収集されている[10][11][12]。内二体が有吉ゼミでヒロミが川村宅をリフォームした際にテーブルの足に使われてしまう。尚、「八王子リフォーム」第一回が川村宅のリフォームだった。
- 桃井かおりの物真似が得意。
- 鉄道ファンであり、BS日テレの「友近・礼二の妄想トレイン」に時々ゲスト出演している。

### 身体
- 2012年12月から「酵水素328選」というダイエットサポート飲料（及びサプリメント）でダイエットを行い、体重を69.1kgから54.4kgまで14.7kg落とし、ウエストも21.7cm減らすことに成功した。服のサイズもダイエット前はLLサイズだったがダイエット後はMサイズが着られるようになったという。また、ダイエット企画結果発表会ではビキニ姿も披露した[13]。その後、相方の白鳥も同サプリメントのイメージキャラクターに抜擢され、コンビで同製品の広告に登場している。
- バストが豊かであり、ブラジャーのカップは本人曰く「HappinessカップのH」[14]。既製品のブラジャーではフィットするサイズがあまりないことに加え野暮ったいデザインや色のものが多いため、セミオーダーにしているという。ダイエット後もバストカップはほぼ変わっていないという。
- スリーサイズについて、2024年1月6日のテレビ東京系「伊集院光&佐久間宣行の勝手にテレ東批評」に出演した際、「マリリン・モンローが94-61-86なんですけど、私ちょっとたわわになっちゃって、100-72-103とかになっちゃった。おっきいマリリン・モンローになっちゃった」と明かしている[15]。

### エピソード
- 小学生の頃はストップウォッチが大好きで、先生が教室に来るまでの時間などを計っていた[16]。
- 子供の頃の習い事は塾、習字、水泳、ピアノで、学校以外に別の世界があると知る[4]。
- 小学生時代のあだ名は「粘土」[17]、中学生時代のあだ名は「かさぶた」だった[18]。
- 元々静かで暗い性格で[1]、日本全国のトンネルを調べて[19]、落ち着けるトンネルを探していたとのこと。トンネルに居ると安らげるという[20]。
- 帰省する時には、海南神社の初詣とミサキドーナツを頬張るのが毎年の恒例行事で「いつか三浦市の親善大使をできたら」と思っている[2]。
- 恋愛経験はあまり豊富ではなく、過去に交際をした男性は二人であると述べた。その二人目は役者で、2012年2月から付き合っていたがその年の11月22日に別れたと告白した[21]。2016年3月、成人用玩具「TENGA」を販売する株式会社典雅の社長松本光一との熱愛が報道された[22]。川村は自身のブログで恥ずかしがりながらも喜びに満ちた文章を綴って、熱愛報道の内容に肯定を示した[23]。しかし、同年12月に破局。AbemaTVにて川村は「時間が合わなかった。向こうが忙しいから。時間が問題」「（クリスマスは）一人で“シングルベル”よ。寂しいよ。カレンダー塗りつぶしたもん。23日、24日、25日って真っ黒に」と述べている[24]。

## 芸風
- 不細工なキャラクターを売りにしている。以前はOL風のスーツ姿で「ブ、ブ、ブースよ来い」（童謡「ほたる来い」の替え歌）と歌いながら登場、怖い話やネガティブな感じの話を披露していた[25]。その後は紫、海老茶などの色の着物を主なステージ衣装とし、幽霊のようなイメージでキョンシーのように「ドロン、ドロン」と飛び跳ねて登場し、「死ねばいいのよ…」などの台詞で始めて身の周りのしゃくに障る、むかつくような人物を挙げて、その時のシチュエーションを演じる「恨み節」のようなテーマのネタとなっている（これを「一人お化け屋敷」と称することもある）。ただ暗いというわけではなく、動き回ったり大きな振りをするなどネタをやっている時のテンションは高い。「…ましぇーん!」を語尾に入れたり、罵倒的な台詞を入れることもある。退場する時も同じように「ドロン、ドロン」と言って飛び跳ねていく（この前に捨て台詞などの一言を入れることもある）というような形だが、この時には「一生懸命生きてます」などの台詞を挟み、その後一言つぶやいていく[26]。
- これ以外には、ライブでウェディングドレス姿でマシンガンを携え、一人で結婚式に来たという設定のコントを演じたことがあった。これを始めたきっかけは世話になった吉祥寺の占い師から「これ以上恨み節ネタを続けていたら心を病んでしまう」と言われた事だという[19]。
- 『たんぽぽ』では、最初は黄色を基調とした衣装で出演することが多かったが、その後は朱色（相方の白鳥は緑）の衣装で出演することも多くなっている。
- 自分の顔を「アパホテルの社長（元谷芙美子）に似ている」と自ら形容して、ネタにすることもある。元谷社長とは一度、アパホテルのイベントで共演しており、元谷本人から「私の若い頃にそっくり」とお墨付きを頂いた（めちゃイケ新メンバーオーディションでも、元谷がVTRで応援メッセージを寄せている）[27]。その他､NON STYLE石田にも非常に似ているため､よくいじられる[28]。

## 出演
たんぽぽのコンビとしての出演については、たんぽぽ (お笑いコンビ)#出演の節を参照。

### テレビ
- タモリ倶楽部（テレビ朝日）
  - 「空耳アワー」VTR出演、2003年4月 -
  - 「センターの栄冠は誰に?こけし総選挙2014」、2014年9月12日
- シブスタ S.B.S.T（2004年6月29日、テレビ東京） - 「お笑いインディーズ」
- ゲンセキ（2005年6月8日、TBS）
- 激あま〜い（2006年8月、TBS）
- ジャンプ!○○中（2007年10月17日、フジテレビ）
- ぐるぐるナインティナイン（2007年10月19日、日本テレビ）
- 神さまぁ〜ず（TBS、「不幸の神さま」として不定期出演） - 2007年10月30日放送分では、小学生時代のあだ名が「粘土」だったことを告白。
- あらびき団（2007年12月12日、2008年4月9日、TBS）
- 伊集院光のばんぐみ（2007年12月 -、BS11 ）
- エンタの天使（日本テレビ） - 第2回（2008年2月6日）のキャッチコピーは『嘆きの座敷童子』、第8回（2009年2月4日）は『たんぽぽ』として出演、キャッチコピーは『湿気ったダンデライオン』。
- 爆笑ピンクカーペット（フジテレビ）- キャッチコピーは『悲しい女のうらみ節』。
- エクセラ presents 表参道カフェ「HAPなショーTIME」（2008年3月6日、あっ!とおどろく放送局）
- HAPなショーTIME（2008年4月17日・6月5日、あっ!とおどろく放送局）
- 24時間テレビ 「愛は地球を救う」31 （2008年8月30日深夜、日本テレビ） - 「エド・はるみに続け! 芸人ネタ見せショー!!」に出演。
- ミニミニさまぁ〜ず（2008年12月29日、テレビ東京） - 「さまぁ〜ずの建もの乱暴〜川村宅編〜」
- 大人のソナタ（テレビ朝日、2009年4月26日（単独で）、2009年5月10日（たんぽぽとして））
- くるくるドカン〜新しい波を探して〜（フジテレビ）
- はなまるマーケット（2014年1月29日 - 3月26日、TBS）
- 世界の果てまでイッテQ!（日本テレビ）準レギュラー
- 美スポ!スポーツできれいに（2015年4月4日 - 2016年1月30日、NHK BS1） - MC
- ガイロク（街録）（NHK BSプレミアム）
- 中居正広の【悲報】館（2019年9月22日・2020年3月29日、日本テレビ） - ナレーション
- スイッチ（2022年4月7日 - 、東海テレビ）木曜日
- こんなところでキャンパーズ!（2022年7月20日 - 8月24日、BS松竹東急）
- ローカル線よくばり絶景旅 村井美樹が行く!「第5弾 北陸・金沢〜敦賀 初夏を満喫スペシャル!!」（2024年6月25日、BSテレ東/BSテレ東4K）

### ドラマ
- 私海（2003年9月26日、フジテレビ）
- 秋の恋愛必勝ドラマスペシャル 小悪魔な女になる方法（2005年9月27日、関西テレビ）
- 11人もいる!（2011年10月 - 12月、テレビ朝日） - ダイナミックママ 役
- ガリレオ 第2シーズン 第六章「密室る」（2013年5月20日、フジテレビ） - 関加奈子 役
- スペシャルドラマ 奇跡の教室（2014年6月28日、日本テレビ） - エミコ 役
- アラサーちゃん 無修正（2014年7月 - 10月、テレビ東京） - 非モテちゃん 役
- 私たちがプロポーズされないのには、101の理由があってだな 第8話（2014年12月23日、LaLaTV） - 幸子 役
- 三匹のおっさん2 〜正義の味方、ふたたび!!〜 第1話（2015年4月24日、テレビ東京）
- 婚活刑事（2015年7月 - 9月、読売テレビ・日本テレビ） - 山下美香 役[29]
- 連続テレビ小説 まれ 第92話（2015年7月14日、NHK総合）- 女性客 役
- 第42回創作テレビドラマ大賞「週休4日でお願いします」（2019年3月29日、NHK総合） - こけし女子 役[30]
- ついていけない子さんを愛でる-SDGs＆生理＆サウナ 問題提起ドラマバラエティ-（2021年1月23日、テレビ東京） - カワムラ社長 役[31]
- 珈琲いかがでしょう 第5話（2021年5月3日、テレビ東京） - ひとみの母 役
- 警視庁・捜査一課長 season5 第8話（2021年6月3日、テレビ朝日） - 吉本花子 役
- ひねくれ女のボッチ飯 第1話（2021年7月2日、テレビ東京） - 高崎友恵 役[32]
- ケイジとケンジ、時々ハンジ。 第4話（2023年5月4日、テレビ朝日） - 松川美佳 役
- ギフテッド eason2 第3話（2023年10月28日、WOWOW） - 渋谷智子 役[33]
- しょせん他人事ですから 〜とある弁護士の本音の仕事 第6話・第7話（2024年8月30日・9月6日、テレビ東京） - 影山 役[34]

### 映画
- ふみだい食堂（2013年7月25日） - 岩さん 役
- 中野JK　退屈な休日（2016年9月24日、アールツーエンターテインメント）[35]
- 銀幕彩日（2021年公開）
- 君たちはまだ長いトンネルの中 ～こんなに危ない！？消費増税～（2022年6月17日） - こけし丸 役[36]
- 心のありか（2023年12月15日公開予定） - 妙子 役[37]

### ライブ
- ホリプロお笑いジェンヌライブ
- ホリプロお笑い夏祭りスペシャル
- 劇団3number公演

ほか

### テレビCM
- ロート製薬 - 「和漢箋」（お腹だけのパーツモデル）
- ジェイフロンティア株式会社 - 「酵水素328選 生サプリメント」「19穀の麹入り 沖縄黒糖味」※川村が先行して広告に登場、後に白鳥とともに共演。
- 東京メトロ - 「Find my Tokyo」（北千住 明日へのチャージ」篇）　石原さとみと共演。

### DVD
- スピードワゴンコントコレクション(2004年10月20日発売ポニーキャニオン)カオルコ役

### インタビュー
- ほぼ日刊イトイ新聞 たんぽぽ・川村エミコさんと11年を歩んできた手帳。
- ほぼ日刊イトイ新聞 川村エミコ×糸井重里 記憶を掘って、わたしをみつける。（2020年）
- noteたかまつなな（時事YouTuber）|上履きがないのが当たり前。たんぽぽ川村エミコさんの小中高の長すぎる“いじめ体験”と“別世界の作る”対処法　(2020年4月30日)